# Francesco La Ferla
Francesco La Ferla (Monreale, 2 aprile 1886 – Palermo, 22 marzo 1962) è stato un generale italiano del Regio Esercito durante la seconda guerra mondiale, ricordato per il suo ruolo in Egitto e in Tunisia nel 1942/1943.

## Carriera militare
S'arruolò nel Regio Esercito nel 1907, dopo aver conseguito una laurea in giurisprudenza a Palermo, ed entrò come allievo nell'Accademia militare di Modena, da cui uscì con il grado di sottotenente, assegnato all'arma di fanteria, corpo dei bersaglieri, il 17 settembre 1910, presso l'8º reggimento bersaglieri a Palermo.
Partecipò alla Guerra italo-turca, come tenente, venendo decorato con la Medaglia di bronzo al valor militare e successivamente alla prima guerra mondiale nei gradi di capitano e maggiore, con grandi riconoscimenti.
Dopo un servizio come ufficiale di SM, fu promosso colonnello il 17 agosto 1935, assumendo prima il comando del 37º reggimento di fanteria Ravenna (1935/1936), poi il comando, in Spagna, della divisione "Frecce azzurre" (1937/1938) e infine fu presso il comando del XII° Corpo d'armata di Palermo (1939/1940).
Dal 1º luglio 1940 fu promosso generale di brigata ed assunse prima il comando della zona militare di Palermo e dal 12 agosto 1941 il comando della fanteria divisionale della nuova 151ª Divisione fanteria "Perugia", a Perugia.
Il 15 novembre 1941, all'atto della sua costituzione, assunse il comando della 211ª divisione costiera a Cittanova in provincia di Reggio Calabria, permanendovi sino al 17 luglio 1942.
Dal 30 luglio 1942 sostituì il generale Arnaldo Azzi ed assunse in Egitto il comandò della 101ª Divisione motorizzata "Trieste", conducendola poi nella Seconda battaglia di El Alamein nell'ottobre seguente. Finita la battaglia si ritirò ordinatamente sino in Tunisia coi resti della sua divisione.
Dal 26 aprile 1943 fu promosso generale di divisione sul campo.
Venne sconfitto sul campo e catturato dagli inglesi il 13 maggio 1943 e tradotto in Gran Bretagna.
Rientrato in Italia dal giugno del 1944, fu a disposizione del Ministero della guerra a Roma per incarichi speciali.
Nel 1952 fu promosso generale di Corpo d'armata e gli furono conferite diverse alte decorazioni al valor militare, tra cui la croce di cavaliere dell'Ordine militare d'Italia e la medaglia mauriziana al merito per i cinquant'anni di carriera.
Da pensionato fu attivo promotore di varie iniziative, tra cui la ricostituzione della federazione provinciale dell'Istituto del Nastro azzurro e rivestì la carica di presidente onorario della sezione palermitana dell'Associazione nazionale dei bersaglieri.
Il comune di Palermo ha dedicato una via al generale Francesco La Ferla.